# Diadegma trichopterorum
Diadegma trichopterorum är en stekelart som beskrevs av Horstmann 2004. Diadegma trichopterorum ingår i släktet Diadegma och familjen brokparasitsteklar. Inga underarter finns listade i Catalogue of Life.